# Gemini 9
Gemini 9 (właściwie Gemini 9A) – siódmy lot załogowy programu Gemini. Podczas misji astronauta Eugene Cernan przeprowadził drugi w historii NASA spacer kosmiczny (EVA).

## Załoga

### Podstawowa
- Thomas Stafford
- Eugene Cernan

Początkowo stanowili oni załogę rezerwową. Pierwotnie planowana załoga podstawowa (Elliott See i Charles Bassett) zginęła w katastrofie lotniczej na cztery miesiące przed planowanym startem Gemini 9.

### Rezerwowa
- James Lovell
- Edwin Aldrin

### CapCom
- Edwin Aldrin (przylądek Canaveral, Houston)
- Neil Armstrong (Houston)
- James Lovell (Houston)
- Richard Gordon (Houston)[1]

## Misja

### Start
- 17 maja 1966 roku – pierwsza próba startu. Dwadzieścia sekund przed wyłączeniem silników rakiety Atlas/Agena Centrum Misji straciło kontrolę nad rakietą. Dysza Atlasa nagle przesunęła się w bok i wprowadziła rakietę w ruch wirowy. Drugi raz Agena zamieniła się w zwały odłamków spadających do Atlantyku. Przerwano wsteczne odliczanie na stanowisku startowym nr 19, gdzie na start czekali Cernann i Stafford. Centrum otrzymało polecenie opracowania misji zastępczej. Polegała na przygotowaniu rezerwowego obiektu docelowego ATDA[3].
- 1 czerwca 1966 roku – wystrzelenie modułu ATDA przebiegło zgodnie z planem. Założona orbita kołowa na wysokości niemal 300 kilometrów została osiągnięta. W czasie przelotu nad zamiejscową stacją kontroli na Bermudach dane telemetryczne przesłane z ATDA wskazały na nieodłączenie osłony dziobowej. Również stacja na Wyspach Kanaryjskich zameldowała o nieprawidłowym locie adaptera. Powodowało to nadmierne zużycie paliwa w silnikach korekcyjnych adaptera. Po dwudziestu minutach lotu zużyto połowę paliwa znajdującego się w ATDA. Kierownictwo misji podjęło decyzję o wyłączeniu silników korekcyjnych. W tym czasie wsteczne odliczanie dla Gemini 9A (dla uproszczenia spraw papierkowych, misję przemianowano na Gemini 9A) miało zaplanowaną fazę wstrzymania na trzy minuty przed startem. Podczas przerwy obliczano dokładne parametry lotu rakiety Titan, dzięki którym miała osiągnąć tę samą orbitę co ATDA. Zakładano określenie najdogodniejszego momentu startu, aby osiągnąć optymalne warunki do spotkania z adapterem w trakcie trzeciego okrążenia (łącznie zakładano trzykrotne spotkanie z obiektem docelowym). Po wznowieniu odliczania okazało się, że nie zdołano uaktualnić systemów nawigacyjnych Titana. Zawiodła elektronika przy próbie wysłania do rakiety zmodyfikowanych danych. Start został anulowany i przesunięty o czterdzieści osiem godzin. W tym czasie przeprowadzono serię prób z ATDA, wykorzystując komendy naziemne do wysuwania i chowania mechanizmu dokowania, a także odpalenie silników korekcyjnych z nadzieją, że uda się odrzucić osłonę. Zespół kontroli naziemnej i załoga Gemini 9 spotkali się z zespołem, który instalował osłonę aerodynamiczną. Według niego z obręczy nie usunięto bolca zabezpieczającego, przez co pomimo uruchomienia sekwencji odrzucenia osłony obręcz nie została zwolniona, a osłona się nie otworzyła[3].
- 3 czerwca 1966 roku – start udany[3].

### Cele misji
Podobnie jak w poprzedniej misji, celem głównym było dokowanie ze stopniem rakietowym Agena oraz EVA (spacer kosmiczny). Dokowanie miało nastąpić w trakcie trzeciego okrążenia Ziemi. Jako drugoplanowe cele wyznaczono ćwiczenia dokowania oraz podejścia do celu z wyższej (a nie jak wcześniej - z niższej) orbity oraz doskonalenie procedury sterowanego przejścia przez atmosferę. Cele misji (dokowanie i EVA) zostały osiągnięte tylko częściowo. Cernan nie zdążył użyć AMU (Astronaut Maneuvering Unit), choć z drugiej strony ustanowił nowy rekord przebywania w otwartej przestrzeni kosmicznej - 2 godziny i 9 minut i zgromadził niezwykle wartościowe doświadczenia, dotyczące problemów, które wiązały się z pracą na zewnątrz statku kosmicznego. Dzięki jego raportowi następne spacery przebiegały o wiele sprawniej.

### Przebieg lotu
Perygeum orbity znajdowało się na wysokości 159 km (po zmianie orbity – 296 km), apogeum – 269 km (po zmianie orbity – 296 km). Dwa odpalenia silników statku Gemini 9A wystarczyły, by statek znalazł się dokładnie tam, gdzie powinien, i zaczął zbliżać do celu z prędkością 38 metrów na sekundę. Radar namierzył satelitę ATDA, gdy kapsułę dzieliły od niego 222 km. Z odległości 93 km dostrzeżono światła ATDA, zainstalowane, by ułatwić astronautom identyfikację obiektu. Po zbliżeniu zauważyli, że na satelicie wciąż znajduje się osłona aerodynamiczna, która zakrywała węzeł cumowniczy satelity (od wyglądu ATDA został ochrzczony jako wściekły krokodyl (angry alligator)). Nie można było zrealizować dokowania. Analiza problemu jaka została przeprowadzona po zakończeniu misji wykazała, że główną przyczyną pozostania osłony na adapterze był zły przepływ informacji pomiędzy wykonawcami jego podzespołów. Pierwszy i drugi dzień misji upłynęły na ćwiczeniach podejścia do celu. W sumie obaj astronauci wykonali trzykrotnie manewr spotkania z celem zastępczym, użytym z konieczności zamiast pierwotnie przewidywanego członu Agena. Centrum Kontroli Misji wyraziło zgodę na rozpoczęcie spaceru kosmicznego. Załoga była jednak zmęczona i Stafford poprosił o zakończenie ćwiczeń manewrowania i utrzymania pozycji, których nie można było doprowadzić do etapu dokowania. Wyjście w przestrzeń kosmiczną zostało przełożone na następny dzień.

### Spacer kosmiczny
EVA, przeprowadzona trzeciego dnia przez Cernana, okazała się niezwykle cennym doświadczeniem. Z jednej strony, nic nie poszło tak, jak powinno, z drugiej zaś - astronauci odebrali bardzo pouczającą lekcję pracy w kosmosie, która pokazała z jakimi problemami należy się liczyć podczas wyjścia na zewnątrz statku. Cernan opuścił kabinę połączony ze statkiem białą "pępowiną" o długości 7,5 m, zawierającą przewód tlenowy oraz przewody elektryczne, umożliwiające łączność z drugim astronautą. Pierwszą czynnością, jaką wykonał Cernan, było przymocowanie specjalnego zwierciadła na zewnątrz kabiny, blisko części dziobowej statku. Dzięki temu Stafford mógł obserwować i fotografować swego towarzysza w czasie, gdy ten znajdował się w pobliżu tylnej części Gemini 9. Cernan umieścił też w pobliżu włazu do kabiny 16-milimetrową kamerę filmową. Następnie rozpoczął swój spacer starając się oswoić z osobliwym ośrodkiem jaki go otaczał. Po 55 minutach pobytu poza kabiną wraz z Gemini 9 znalazł się w cieniu Ziemi. Zaczął wówczas przygotowywać się do prób z AMU. Natrafił jednak na nieprzewidziane trudności. Powłoka ochronna, zabezpieczająca AMU przed nadmiernym nagrzaniem, nie oddzieliła się i astronauta zmuszony został do wydobycia aparatu ręcznie. Następna czynność to sprawdzenie AMU, w czasie którego należało wykonać 32 różne operacje. Czynności te okazały się wyjątkowo męczące. Jak stwierdził Stafford, jego kolega wykonał cztero- do pięciokrotnie więcej pracy, niż przewidywano. Ze względu na ogromny wysiłek szyba hełmu Cernana szybko zaparowała, a jego puls wzrósł do 195 uderzeń na minutę. Lekarz w Centrum Kontroli Misji zaczął się obawiać, że astronauta straci przytomność i zdecydował o zakończeniu pracy poza statkiem. Cernan był tak spocony, że wilgoć gromadząca się na szybie hełmu uniemożliwiała mu zobaczenie czegokolwiek. Musiał skorzystać z pomocy Stafforda przy wchodzeniu do kapsuły. Nastąpiło to po dwóch godzinach i dziewięciu minutach pobytu poza statkiem. Astronauta był bardzo wyczerpany. Wrócił dość szybko do sił. Również po powrocie na Ziemię czuł się dobrze. Niemniej jednak specjaliści doszli do wniosku, iż zbyt optymistycznie oceniali możliwość wykonywania pracy w otwartej przestrzeni kosmicznej. Wcale nie tania aparatura AMU nie została wypróbowana przez Cernana i stała się jeszcze jednym sztucznym satelitą Ziemi.

### Wodowanie
W czasie powrotu na Ziemię astronautom udało się wykonać bardzo ważne zadanie. Po raz pierwszy zrobili barwne zdjęcia rozpalonych gazów, otaczających kapsułę w trakcie przelotu przez atmosferę. Kapsuła Gemini 9A wodowała na zachodnim Atlantyku 6 czerwca 1966 roku o godzinie 14:00:23 w odległości około 550 km od przylądka Canaveral – zaledwie 700 metrów od zaplanowanego miejsca. Kapsuła opadała tak blisko lotniskowca USS Wasp (CV-18), który miał go wyłowić, że stało się możliwe uchwycenie wodowania przez kamery telewizyjne. Gemini 9 wodował w odległości nieco ponad 6 km od okrętu ratowniczego.

### ATDA
ATDA (indeks COSPAR 1966-46A) wystrzelony 1 czerwca 1966 roku na orbitę o parametrach 293/296 km. Masa jego wynosiła 795 kg, przeznaczony do wypróbowania operacji łączenia.
Zniszczenie Ageny podczas startu zmusiło Centrum Kontroli Misji (MCC) do opracowania misji zastępczej. Zwrócono się do firmy McDonnell Aircraft Corporation z prośbą o przygotowanie rezerwowego obiektu do połączenia ze statkiem Gemini. Obiekt ten nazwano docelowym adapterem dokowania (ATDA). W jego skład wchodziły:
- aerodynamiczna osłona części dziobowej
- kołnierz cumowniczy
- system sterowania Ageny
- przedział zawierający źródła energii elektrycznej
- zestaw kontroli położenia przestrzennego Gemini, stosowanego przed wejściem w atmosferę.

Charakterystycznym elementem członu była ponad trzymetrowa osłona aerodynamiczna, która otwierała się jak muszla i była pirotechnicznie odrzucana po przejściu atmosfery, aby odsłonić system cumowniczy.  
Człon ATDA miał pełną funkcjonalność Ageny, nie pozwalał tylko na manewrowanie na orbicie. Wykonany został z części zapasowych Ageny i statku Gemini.

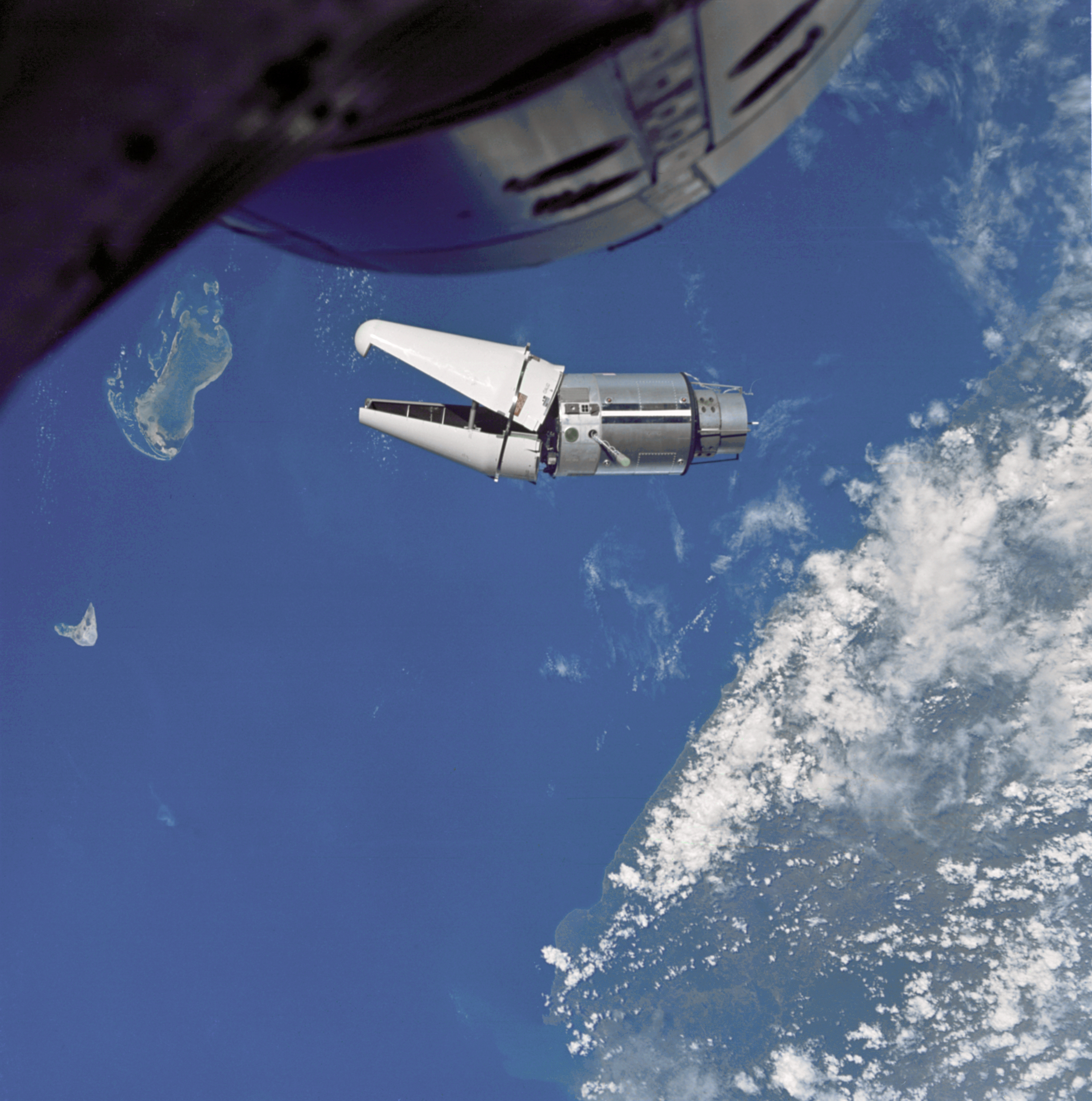
Widok „wściekłego krokodyla” od strony dziobowej Gemini 9A
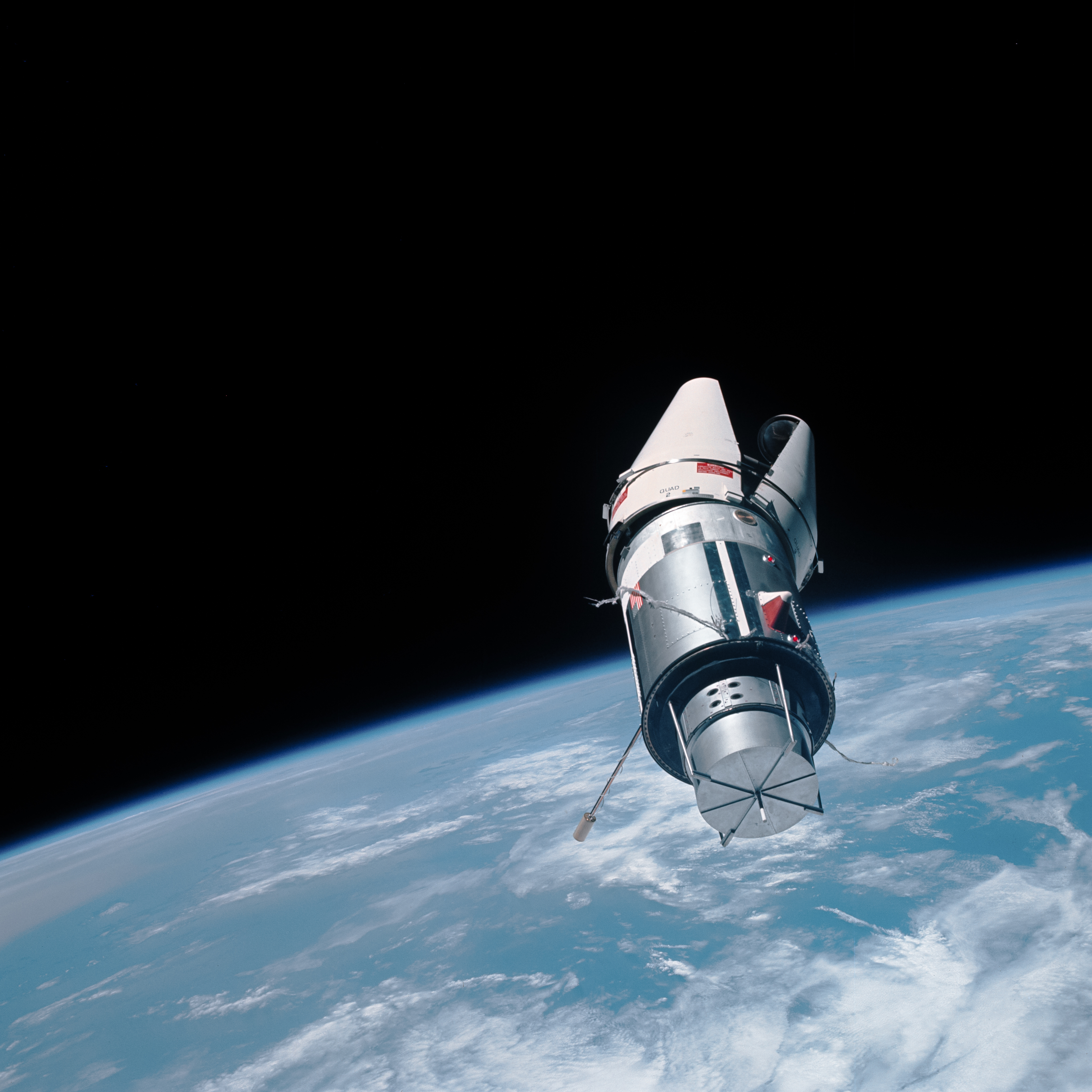
ATDA od tyłu

### AMU

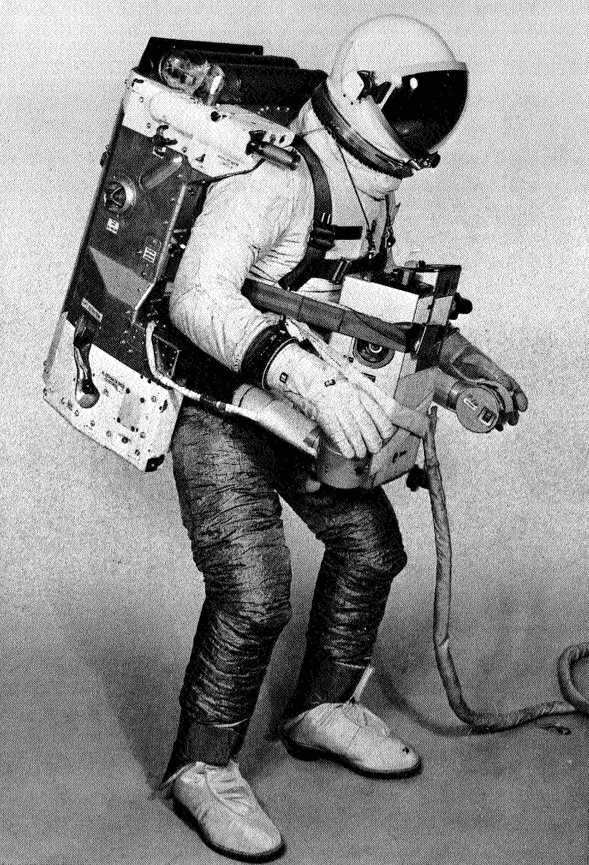
Astronauta wyposażony w AMU

Urządzenie napędowe było przeznaczone do noszenia na plecach. Jego dysze były zasilane gazem wytwarzanym w czasie rozkładu wody utlenionej. W skład AMU (Astronaut Maneuvering Unit – Układ Manewrowy Astronauty) wchodził również autonomiczny układ zaopatrywania astronauty w tlen oraz aparatura radiowa do utrzymywania łączności z kabiną. Pozwalało to na pewną niezależność. Połączenie za pomocą prostej liny, która gwarantowała możliwość powrotu i stanowiła więź natury psychologicznej, dopełniało całość. Urządzenie to znajdowało się w specjalnym schowku, do którego można było dostać się dopiero po wyjściu na zewnątrz statku. Poruszanie po zewnętrznej ścianie statku umożliwiały specjalne uchwyty do rąk.
 Układ napędowy na skutek różnych okoliczności w trakcie realizacji programu Gemini nie został nigdy użyty.
Zdjęcia wykonane przez astronautów w czasie operacji spotkania z ATDA również okazały w pewnym stopniu rewelacyjne. Odznaczały się wyjątkową ostrością i bogactwem szczegółów. Pozwoliły one, po powrocie na Ziemię, ustalić przyczyny nieoddzielenia się stożka ochronnego od ATDA. Okazało się, jeszcze przed wysłaniem, załoga naziemna przygotowująca adapter do misji nie podłączyła przewodów do sworzni wybuchowych, biorąc je omyłkowo za końcówki przewodów, które doprowadza się do przyrządów służących do sprawdzania obwodów i urządzeń pojazdu w czasie jego kontroli naziemnej.